# Jung Yong-hwa
Jung Yong-hwa (en hangul, 정용화; Seúl, 22 de junio de 1989) es un cantautor y actor surcoreano. Es el líder, guitarrista e intérprete principal del grupo CNBLUE.

## Biografía
Tiene un hermano cuatro años mayor. 
Se mudó a Busan en 1991 y vivió allí hasta la escuela secundaria, donde comenzó a componer música. Después de tomar su examen de ingreso a la universidad.
El 25 de mayo de 2010, se anunció que Yong-hwa había sido diagnosticado con nódulos de las cuerdas vocales y laringitis aguda, por lo que fue hospitalizado para recibir tratamiento.
El 13 de febrero de 2022, se agencia FNC Entertainment anunció que había dado positivo para COVID-19 y experimentaba síntomas leves parecidos a los de la gripe y dolor de garganta. Por lo que se encontraba en autoaislamiento y tomando las medidas necesarias de acuerdo con las pautas de las autoridades sanitarias.

## Carrera
Después de mudarse a Seúl se convirtió en miembro de la agencia FNC Entertainment ("FNC Music"). En octubre de 2020 se anunció que había renovado su contrato con la agencia.

### Música
En 2009, fue a Japón a estudiar música con sus compañeros de banda. Durante su estancia allí, que hicieron actuaciones en la calle y lanzaron discos independientes.
El 14 de enero de 2010 hizo su debut como cantante con la banda CNBLUE. Yong-hwa es el líder, guitarrista e intérprete principal del grupo, el cual comenzó en Japón en agosto de 2009 y en Corea del Sur en enero de 2010.
El 14 de enero de 2011, publicó su primer sencillo en solitario digital "For First Time Lovers". 
El 20 de agosto del mismo año junto a Seohyun del grupo Girls' Generation cantaron a dueto la canción "Banmal Song" en el escenario de K-pop Star Live en Niigata, Japón. 
El 19 de octubre de 2011, realizó su debut en Japón con la canción "In My Head" bajo el sello "Warner Music Japan", la cual fue elegida como la canción de cierre de la animación japonesa Supernatural.

### Televisión
En 2009 consiguió su primer papel como Kang Shin-woo, un guitarrista solista en el falso ídolo de la banda A.N.JELL en el drama de la SBS, You're Beautiful, transmitido del 7 de octubre a 26 de noviembre de 2009. A medida que la serie gira en torno a la vida de un grupo musical, interpretó el papel de la guitarra solista en el falso ídolo de la banda "A.N.Jell." En la serie compartió créditos con Jang Keun-suk, Park Shin-hye y Lee Hong-gi.
El 16 de diciembre del mismo año fue uno de los maestros de ceremonias en los Premios de la Música Melon. También fue uno de los presentadores durante el "SBS Gayo Daejeon" junto a Kim Heechul y Park Shin-hye. 
En el año 2010 se unió al popular programa We Got Married donde formó pareja junto a Seohyun, integrante Girls' Generation.
En junio del mismo año fue coanfitrión del "Music Core" junto a Yuri y Seohyun. Ese mismo año se unió como presentador del programa de música Inkigayo junto a Sulli y Jo Kwon, trabajo que realizó hasta el 2011. En diciembre también apareció como presentador para el "2010 Daejun SBS Gayo", junto con Jo Kwon, Kim Hee-chul y Hwang Jung-eum. 
En 2011 se unió al elenco principal del drama Heartstrings (MBC), donde interpretó a Lee Shin, el guitarrista y cantante principal del grupo "The Stupid".
Después de su debut como actor se unió al programa "Korea Ecosystem Rescue Centre: Hunters" de Sunday Sunday Night (MBC), el cual contó con siete presentadores (MC's). Después se unió como presentador del programa "Eco House", el cual se centraba en el cambio climático global. 
Yong-hwa ha aparecido como invitado en varias ocasiones en el popular programa de televisión Running Man de SBS.
El 7 de abril de 2012 fue presentador del "Music Core" con Seohyun y Hyoyeon.
En octubre de 2013 se unió al elenco principal de la serie Marry Him If You Dare, donde interpretó a Park Se-joo.
En 2014 se unió al elenco principal de la serie The Three Musketeers, donde interpretó a Park Dal-hyang (personaje basado en el mosquetero D'Artagnan).
En enero de 2021 se anunció que se había unido al elenco principal de la serie Daebak Real Estate donde dará vida a Oh In-bum, un estafador que finge ser un exorcista y se aprovecha de las personas que creen en los fantasmas para ganar dinero a pesar de que él mismo no cree en los fantasmas.

## Filmografía

### Series de televisión
| Año  | Título                  | Personaje      | Cadena  | Notas           | Ref.         |
| ---- | ----------------------- | -------------- | ------- | --------------- | ------------ |
| 2009 | You're Beautiful        | Kang Shin-woo  | SBS     | protagonista    |              |
| 2011 | Heartstrings            | Lee Shin       | MBC TV  | protagonista    | [ 7 ]        |
| 2012 | A Gentleman's Dignity   | Él mismo       | SBS     | ep 13 - (cameo) | [ 8 ]        |
| 2013 | Marry Him If You Dare   | Park Se-jo     | KBS 2TV | protagonista    |              |
| 2014 | The Three Musketeers    | Park Dal-hyang | tvN     | protagonista    |              |
| 2017 | The Package (serie)     | San Ma-ru      | JTBC    | protagonista    |              |
| 2021 | Sell Your Haunted House | Oh In-bum      | -       | protagonista    |              |
| 2023 | Brain Cooperation       | Shin Ha-ru     | KBS 2TV | protagonista    | [ 9 ] [ 10 ] |

### Películas
| Año  | Título          | Personaje     | Notas        |
| ---- | --------------- | ------------- | ------------ |
| 2017 | Cook Up a Storm | Chef Ahn Paul | protagonista |

### Programas de televisión
| Año                           | Título                                  | Cadena           | Notas |
| ----------------------------- | --------------------------------------- | ---------------- | --- |
| 2009-2010                     | Sunday Sunday Night–Hunters: Echo House | MBC              | Coanfitrión |
| 2010, 2011, 2012              | Strong Heart                            | SBS              | (ep. 17-18, 39-40, 73-74 / * Temporada 2: ep. 1-2) - Invitado |
| 2010                          | Let's Go Dream Team! Season 2           | KBS2             | (ep. 17) - Invitado |
| 2010                          | Win Win                                 | KBS2             | (ep. 5 - invitado especial), (ep. 19 - coanfitrión) (ep. 20 - invitado) |
| 2010                          | Star Golden Bell                        | KBS2             | (ep 274) - Invitado |
| 2010                          | Happy Birthday                          | SBS              | Invitado (con Lee Jung-shin) |
| 2010                          | Haha Mong Show                          | SBS              | (ep 11) - Invitado |
| 2010-2011                     | We Got Married                          | MBC              | junto a Seohyun |
| 2011                          | Happy Together                          | KBS2             | (eps. 156 y 188) - Invitado |
| 2010-2011                     | Night After Night                       | SBS              | Coanfitrión |
| 2010-2012                     | Running Man                             | SBS              | (eps 7, 11, 17, 35-36, 72-73, 104, 129 y 186 (junto a CN Blue) |
| 2012                          | Sponge                                  | KBS2             | (emitido en 06/04) - Invitado (con Lee Jung-shin) |
| 2017 2016 2015 2014 2013 2012 | Hello Counselor                         | KBS2             | Invitado (ep. #334 con Yang Se-hyung, Wendy y Joy) Invitado (ep. #270 con Han Go-eun, Kim Sung-kyung y Kwanghee) Invitado (ep. #210 con Jang Su-won, Lizzy y Sun Woo) Invitado (ep. #165 con Lee Jung-shin, Lee Jong-hyun y Kang Min-hyuk) Invitado (ep. #108 con Lee Jung-shin, Lee Jong-hyun y Kang Min-hyuk) Invitado (ep. #69 con Lee Jung-shin) |
| 2012                          | Invincible Youth 2                      | KBS2             | (episodio 21-22) - Invitado |
| 2015                          | Happy Camp                              | Hunan Televisión | Invitado / invitado - junto a CNBLUE |
| 2016                          | Infinite Challenge                      | MBC              | (Ep. #474) - invitado |
| 2017                          | Life Bar                                | tvN              | (Ep. #29) - invitado |
| 2019                          | My Ugly Duckling (My Little Old Boy)    | SBS              | invitado |

### Presentador (MC)

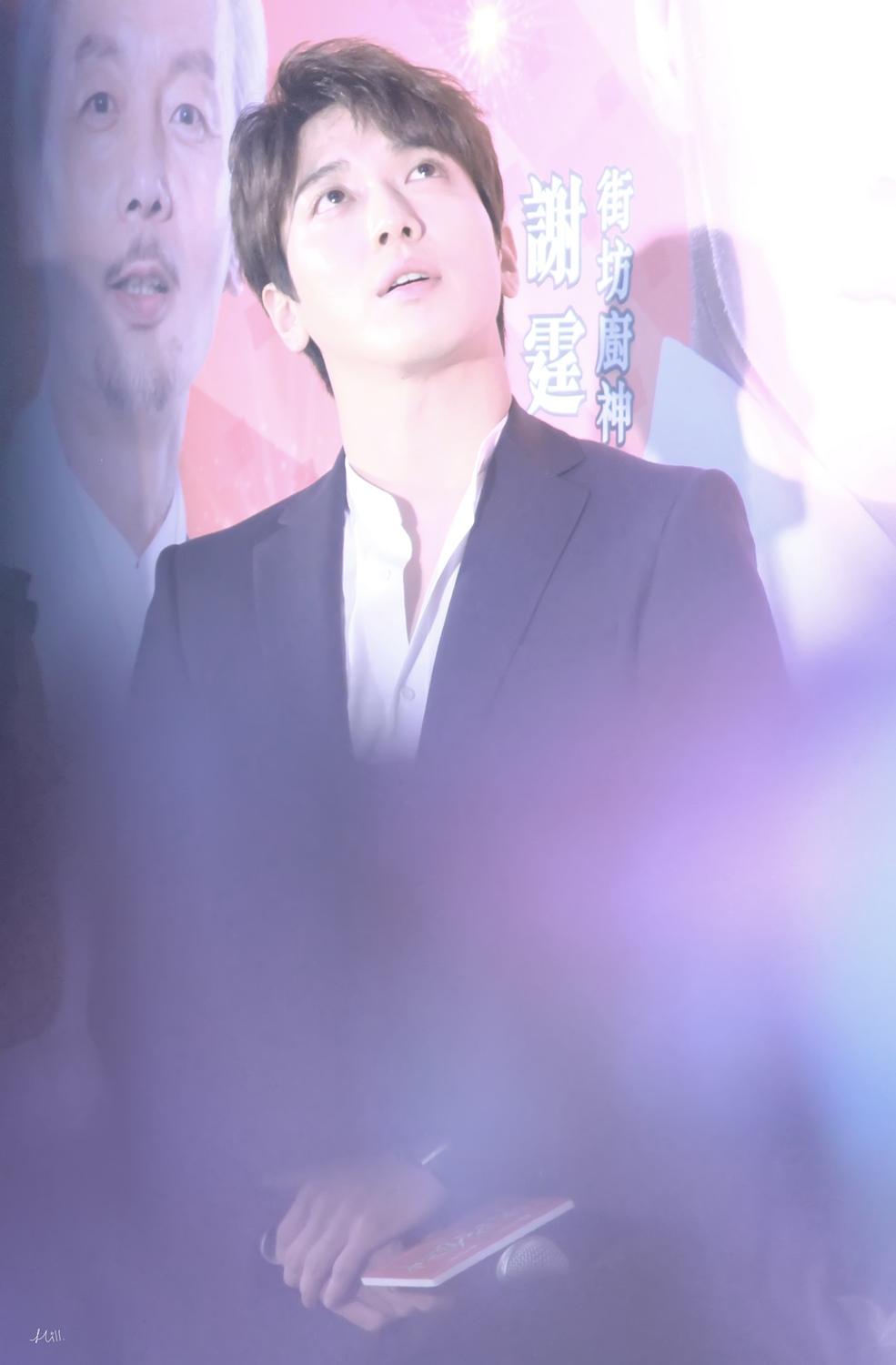
Yong-hwa durante las promociones de la película "Cook Up" en Hong Kong en enero de 2017.

| Año        | Título                       | Cadena                                                           |
| ---------- | ---------------------------- | ---------------------------------------------------------------- |
| 2009, 2010 | SBS Gayo Daejeon             | SBS                                                              |
| 2010-11    | Inkigayo                     | SBS                                                              |
| 2014       | SBS Gayo Daejun - Lucky Boys | copresentador - junto a Nichkhun, L, Song Min-ho, Kangnam y Baro |
| 2014       | 28th Golden Disk Awards      | junto a Min-ho, Doo-joon, Taeyeon, Tiffany y Oh Sang-jin         |

### Publicidad
- 2012: Samsung GALAXY Note 10.1
- 2012: T.G.I. Friday's
- 2012: CJ Olive Young
- 2011: Scotch Puree
- 2011: Hazzys Acc
- 2011: BangBang
- 2010 - 2011: Suit House
- 2010: NII
- 2010: Holika Holika
- 2010: Sony Ericsson Xperia (X10)
- 2010: Skool Looks
- 2013: Mariks

## Premios
- 2009 SBS Drama Awards: Premio "Nueva Estrella" (You're Beautiful)
- 2010 MBC Entertainment Awards: Premio "Pareja Más Popular" (junto a Seohyun por We Got Married)
- 2010 SBS Entertainment Awards: Premio "Nueva Estrella en un Programa de Variedades" (por Inkigayo)
- 2010 Korea Drama Festival: Premio de Popularidad (por You're Beautiful)
- 2011 MelOn Music Awards: "Mejor Estilo Musical - Canción de OST" (por You've Fallen for Me, banda sonora de Heartstrings)
- 2012 K-Drama Star Award: Premio "Estrella Hallyu" (por Heartstrings)
- 2021 KBS Drama Award: Premio "Excellence Award, Actor in a Miniseries" (por Sell Your Haunted House)[16]